# Xã Crescent, Quận Pottawattamie, Iowa
Xã Crescent (tiếng Anh: Crescent Township) là một xã thuộc quận Pottawattamie, tiểu bang Iowa, Hoa Kỳ. Năm 2010, dân số của xã này là 1.201 người.